# IPhone 13
El iPhone 13 es un teléfono inteligente de gama alta diseñado y comercializado por Apple. Es parte de la decimosexta generación del iPhone, siendo el sucesor del iPhone 12. Fue anunciado el 14 de septiembre de 2021 junto al iPhone 13 mini, el iPhone 13 Pro y el iPhone 13 Pro Max.

## Características
Este dispositivo utiliza el procesador Apple A15 Bionic y soporta redes 5G. Su diseño es muy similar a su antecesor. Entre sus diferencias destacan nuevo sistema de cámaras puestas de forma diagonal, teniendo los iPhone anteriores las cámaras puestas verticalmente, el notch es más pequeño que el de los iPhones anteriores y su batería dura 1 hora y media más que la de iPhone 12. Tiene pantalla de 60Hz y conector Lightning.

## Diseño
El dispositivo conserva el diseño de bordes marcados de su antecesor y dispone de nuevos colores: Blanco estrella, rojo (Product Red), medianoche, azul, rosa y verde.
| Color | Nombre      |
| ----- | ----------- |
|       | Medianoche  |
|       | Blanco      |
|       | Azul        |
|       | Rosa        |
|       | Product Red |
|       | Verde       |

## Reparabilidad
La pantalla del iPhone 13 se ha diseñado para evitar que pueda ser reemplazada por reparadores independientes. Cada pantalla cuenta con un registro único que la asocia al dispositivo para el cual fue fabricada. Al insertar una nueva pantalla en el dispositivo, el software del teléfono lo detecta para luego impedir al usuario de utilizar ciertas funcionalidades, como el Face ID. Los técnicos de Apple tienen una herramienta de software secreta que permite remplazar la pantalla.

## Software
El iPhone 13 y el iPhone 13 Mini se enviaron originalmente con iOS 15 en el lanzamiento. Son compatibles con iOS 16, que se lanzó el 12 de septiembre de 2022. El nuevo iOS 17, que se reveló en el evento WWDC 2023 de Apple y cuyo lanzamiento al público fue en otoño de 2023, es compatible con el iPhone 13 y 13 Mini. La serie iPhone 13.